# Villaines-la-Gonais
Pour les articles homonymes, voir Villaines.
Villaines-la-Gonais est une commune française, située dans le département de la Sarthe en région Pays de la Loire, peuplée de 517 habitants.
Bien que située dans la région naturelle du Perche sarthois, la commune fait partie de la province historique du Maine.

## Géographie
La commune appartient au Perche et dépend du canton de La Ferté-Bernard.
| Saint-Martin-des-Monts | Saint-Martin-des-Monts, Cherré   | Cherré        |
| Boëssé-le-Sec          | Villaines-la-Gonais              | Cherré        |
| Sceaux-sur-Huisne      | Sceaux-sur-Huisne, Saint-Maixent | Saint-Maixent |

### Climat
Pour des articles plus généraux, voir Climat des Pays de la Loire et Climat de la Sarthe.
En 2010, le climat de la commune est de type climat océanique dégradé des plaines du Centre et du Nord, selon une étude du CNRS s'appuyant sur une série de données couvrant la période 1971-2000. En 2020, Météo-France publie une typologie des climats de la France métropolitaine dans laquelle la commune est exposée à un climat océanique altéré et est dans la région climatique  Moyenne vallée de la Loire, caractérisée par une bonne insolation (1 850 h/an) et un été peu pluvieux. 
Pour la période 1971-2000, la température annuelle moyenne est de 11,1 °C, avec une amplitude thermique annuelle de 14,6 °C. Le cumul annuel moyen de précipitations est de 730 mm, avec 11,9 jours de précipitations en janvier et 7,3 jours en juillet. Pour la période 1991-2020, la température moyenne annuelle observée sur la station météorologique de Météo-France la plus proche, sur la commune du Luart à 7 km à vol d'oiseau, est de 12,0 °C et le cumul annuel moyen de précipitations est de 686,4 mm,. Pour l'avenir, les paramètres climatiques de la commune estimés pour 2050 selon différents scénarios d'émission de gaz à effet de serre sont consultables sur un site dédié publié par Météo-France en novembre 2022.

## Urbanisme

### Typologie
Au 1er janvier 2024, Villaines-la-Gonais est catégorisée commune rurale à habitat dispersé, selon la nouvelle grille communale de densité à sept niveaux définie par l'Insee en 2022.
Elle est située hors unité urbaine. Par ailleurs la commune fait partie de l'aire d'attraction de La Ferté-Bernard, dont elle est une commune de la couronne,. Cette aire, qui regroupe 37 communes, est catégorisée dans les aires de moins de 50 000 habitants,.

### Occupation des sols
L'occupation des sols de la commune, telle qu'elle ressort de la base de données européenne d’occupation biophysique des sols Corine Land Cover (CLC), est marquée par l'importance des territoires agricoles (96,1 % en 2018), une proportion sensiblement équivalente à celle de 1990 (96,7 %). La répartition détaillée en 2018 est la suivante : 
prairies (49,6 %), terres arables (37,3 %), zones agricoles hétérogènes (9,2 %), zones urbanisées (3 %), zones industrielles ou commerciales et réseaux de communication (0,6 %), forêts (0,2 %). L'évolution de l’occupation des sols de la commune et de ses infrastructures peut être observée sur les différentes représentations cartographiques du territoire : la carte de Cassini (XVIIIe siècle), la carte d'état-major (1820-1866) et les cartes ou photos aériennes de l'IGN pour la période actuelle (1950 à aujourd'hui).

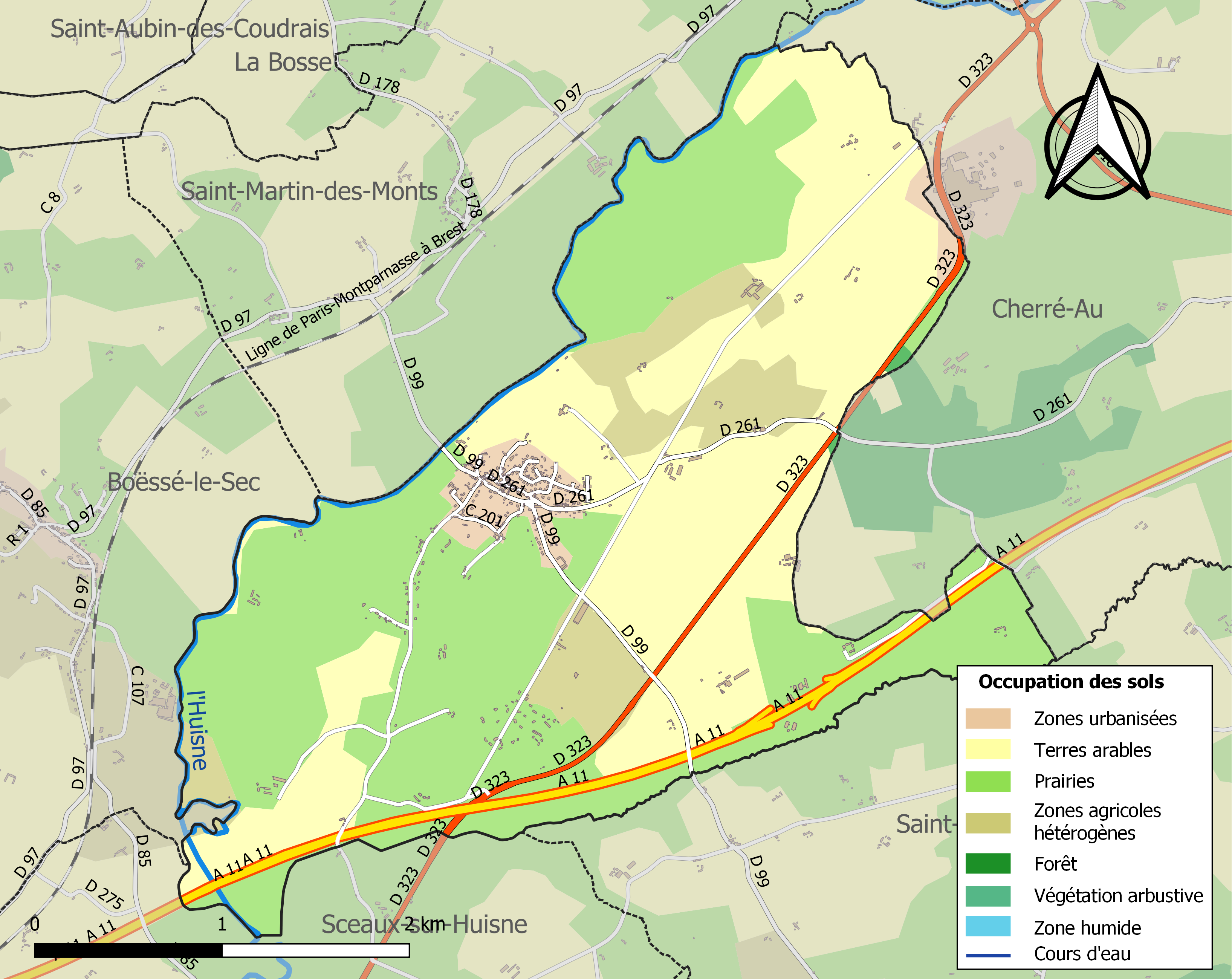
Carte des infrastructures et de l'occupation des sols de la commune en 2018 (CLC).

## Toponymie
Le toponyme est attesté sous la forme de Villanis en 1239. Il est issu du latin villana, « ferme », dérivé de villa. En ancien français, la avait valeur de démonstratif : la Gonais signifiait ainsi « celle de Gosnais », ce dernier étant un anthroponyme.
Le gentilé est Villainois.

## Histoire
La seigneurie était annexée à la terre de la Roche. Ancienne maladrerie.
La commune d'origine rurale forme entre l'Huisne et le ruisseau la Queune un triangle de 1 000 ha traversé jadis par une voie romaine, puis une route royale, puis la N 23 et aujourd'hui l'autoroute en bordure de la commune.
Avec l'exode rural, la population depuis 1800 était en chute libre. Avec la proximité de la Socopa (grand groupe français de découpe de viande, marque : Valtero) de La Ferté-Bernard puis de la zone des Ajeux, la commune a pu lancer la construction des logements et remonter la pente en conservant un bourg vivant et pittoresque.

## Politique et administration
| Période                                  | Période  | Identité        | Étiquette | Qualité               |
| ---------------------------------------- | -------- | --------------- | --------- | --------------------- |
| ?                                        | 2004     | Bernard Dorison |           |                       |
| 2004                                     | En cours | Michel Odeau    | SE        | Contrôleur de travaux |
| Les données manquantes sont à compléter. |          |                 |           |                       |

Le conseil municipal est composé de quinze membres dont le maire et deux adjoints.

## Démographie
L'évolution du nombre d'habitants est connue à travers les recensements de la population effectués dans la commune depuis 1793. Pour les communes de moins de 10 000 habitants, une enquête de recensement portant sur toute la population est réalisée tous les cinq ans, les populations de référence des années intermédiaires étant quant à elles estimées par interpolation ou extrapolation. Pour la commune, le premier recensement exhaustif entrant dans le cadre du nouveau dispositif a été réalisé en 2005.
En 2022, la commune comptait 517 habitants, en évolution de −7,51 % par rapport à 2016 (Sarthe : −0,25 %, France hors Mayotte : +2,11 %).
Villaines-la-Gonais a compté jusqu'à 558 habitants en 1876.
| 1793 | 1800 | 1806 | 1821 | 1831 | 1836 | 1841 | 1846 | 1851 |
| ---- | ---- | ---- | ---- | ---- | ---- | ---- | ---- | ---- |
| 452  | 426  | 408  | 460  | 536  | 522  | 541  | 516  | 543  |

| 1856 | 1861 | 1866 | 1872 | 1876 | 1881 | 1886 | 1891 | 1896 |
| ---- | ---- | ---- | ---- | ---- | ---- | ---- | ---- | ---- |
| 546  | 524  | 546  | 553  | 558  | 500  | 477  | 441  | 417  |

| 1901 | 1906 | 1911 | 1921 | 1926 | 1931 | 1936 | 1946 | 1954 |
| ---- | ---- | ---- | ---- | ---- | ---- | ---- | ---- | ---- |
| 452  | 415  | 406  | 389  | 383  | 349  | 357  | 358  | 317  |

| 1962 | 1968 | 1975 | 1982 | 1990 | 1999 | 2005 | 2006 | 2010 |
| ---- | ---- | ---- | ---- | ---- | ---- | ---- | ---- | ---- |
| 316  | 294  | 424  | 411  | 425  | 433  | 488  | 487  | 527  |

| 2015 | 2020 | 2022 | - | - | - | - | - | - |
| ---- | ---- | ---- | - | - | - | - | - | - |
| 556  | 529  | 517  | - | - | - | - | - | - |

## Lieux et monuments

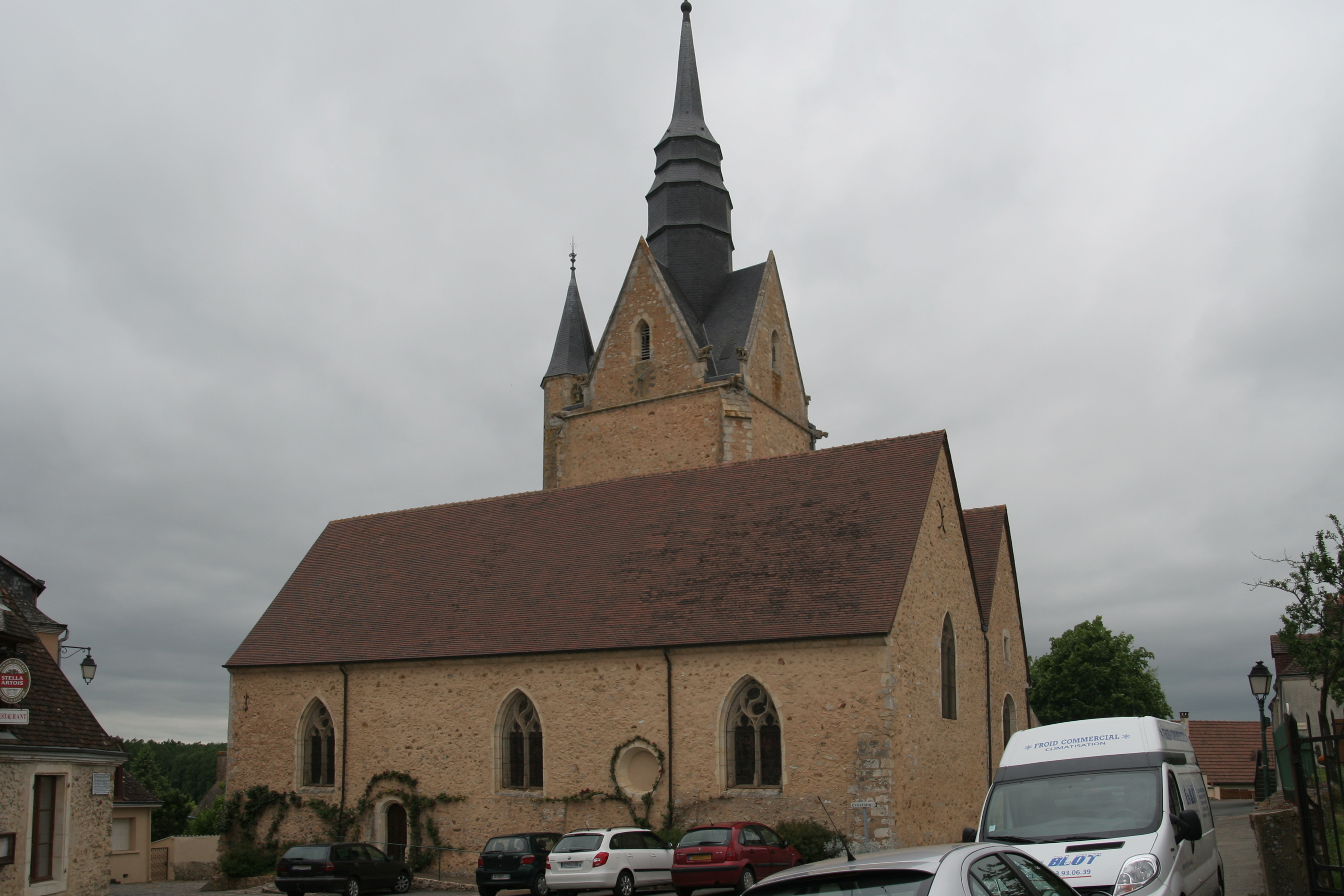
L'église Saint-Hilaire.

- Église Saint-Hilaire. Elle abrite des fonts baptismaux du XVe siècle classés à titre d'objet aux Monuments historiques[23].
- Château de Beauchamps.